# ساگهال
ساگهال (به انگلیسی: Saughall) یک روستا و محله مدنی در بریتانیا است که در چشر غربی و چستر واقع شده‌است. ساگهال ۳٬۰۰۹ نفر جمعیت دارد.